# Icon (album, Mike Oldfield)
Icon je výběrové album britského multiinstrumentalisty Mikea Oldfielda. Vydáno bylo v květnu 2012 a v britském žebříčku prodejnosti hudebních alb se neumístilo. Je součástí série Icon, pod kterou vydávalo vydavatelství Universal Music Enterprises kompilace různých hudebníků.

## Seznam skladeb
| Pořadí         | Název                                            | Autor                                     | Původní album               | Délka |
| -------------- | ------------------------------------------------ | ----------------------------------------- | --------------------------- | ----- |
| 1.             | Tubular Bells (Original Theme from The Exorcist) | Oldfield                                  | Tubular Bells (1973)        | 3:18  |
| 2.             | Moonlight Shadow                                 | Oldfield                                  | Crises (1983)               | 3:39  |
| 3.             | In Dulci Jubilo                                  | Bach                                      | singl (1975)                | 2:51  |
| 4.             | Spanish Tune                                     | Oldfield                                  | Hergest Ridge (1974)        | 3:12  |
| 5.             | Harbinger                                        | Oldfield                                  | Music of the Spheres (2008) | 4:09  |
| 6.             | Ommadawn (Excerpt)                               | Oldfield                                  | Ommadawn (1975)             | 3:39  |
| 7.             | The Tempest                                      | Oldfield                                  | Music of the Spheres (2008) | 5:49  |
| 8.             | Angelique                                        | Oldfield                                  | Light + Shade (2005)        | 4:42  |
| 9.             | Family Man                                       | Oldfield, Cross, Fenn, Frye, Pert, Reilly | Five Miles Out (1980)       | 3:46  |
| 10.            | Guilty                                           | Oldfield                                  | singl (1979)                | 6:44  |
| 11.            | The Gate                                         | Oldfield                                  | Light + Shade (2005)        | 4:15  |
| 12.            | The Sailor's Hornpipe (Viv Stanshall Version)    | tradicionál                               | Tubular Bells (1973)        | 2:49  |
| 13.            | Portsmouth                                       | tradicionál                               | singl (1976)                | 2:01  |
| 14.            | Incantations (Excerpt from Part 4)               | Oldfield                                  | Incantations (1978)         | 4:41  |
| Celková délka: | Celková délka:                                   | Celková délka:                            | Celková délka:              | 55:35 |